# حريق قبو إم جي إم 1965
في 10 أغسطس 1965، اندلع حريق في القبو 7، وهي منشأة تخزين في خلفية استوديو مترو غولدوين ماير (إم جي إم) (الآن استوديوهات سوني بيكتشرز) في كولفر سيتي، كاليفورنيا. وكان سببها تماس كهربائي أدى إلى اشتعال فيلم نيتروسيليلوزي مخزن قابل للاشتعال. وبحسب ما ورد أدى الانفجار الأولي إلى مقتل شخص واحد على الأقل، ودمر الحريق الناتج محتويات القبو بالكامل، والتي تضمنت مطبوعات مؤرشفة لأفلام صامتة وناطقة مبكرة أنتجتها إم جي إم وأسلافها. تم تدمير النسخ الوحيدة المعروفة من مئات الأفلام.

## الخلفية
تم فصل خزائن القبو الموجودة في الخلفية 3 عن بعضها البعض لمنع انتشار الحريق بين القباء. وصف مدير الاستوديو روجر ماير القباء بأنها "منازل خرسانية بطابقين" وذكر أنها كانت تعتبر في ذلك الوقت "مخزن جيد حيث لا يمكن سرقة الأفلام". لم تكن الخزائن مجهزة بأنظمة رش ولم يكن لكل منها سوى مروحة صغيرة في السقف للتهوية. ومع ذلك، يعتقد روجر ماير أن نظام الرش لن يحدث فرقًا كبيرًا لأن "الكمية التي فقدها الاستوديو بالحريق كانت ضئيلة".:12-13
الخلفيةعلى عكس معظم الاستوديوهات الكبرى، سعت إم جي إم إلى الحفاظ على إنتاجاتها المبكرة وتلك الخاصة بأسلافها مترو بيكتشرز وإنتاجات لويس بي ماير،:22  بالإضافة إلى مطبوعات الأفلام التي تم شراؤها بقيمة إعادة الصناعة.:39  لم يشارك الاستوديو في الممارسة الشائعة المتمثلة في التدمير المتعمد للكتالوج الخاص به، بل وسعى إلى الحفاظ على الأفلام ذات قيمة تجارية ظاهرة. ابتداءً من ثلاثينيات القرن العشرين، تبرع إم جي إم بالمطبوعات والصور السلبية لأفلامها الصامتة إلى أرشيفات الأفلام، وفي الغالب إلى متحف جورج إيستمان، وفي أوائل الستينيات، بدأت برنامج حفظ بقيادة ماير لنقل مطبوعات أفلام النترات إلى فيلم سيليلوز أسيتايتي.:22

## الحريق
قبل الساعة 10:00 مساءً بقليل مساء يوم 10 أغسطس 1965، اشتعلت النيران في فيلم بسبب تماس كهربائي الواقع في الخلفية 3، مما أدى إلى حدوث انفجار كبير وحريق تسبب في انهيار سقف القبو على علب الأفلام المخزنة. كان من الممكن سماع الانفجار الأولي من الخلفية 1 و2، كما روى المؤرخ السينمائي رودي بيلمر، الذي كان يسير بينهما في ذلك الوقت.صرح المدير التنفيذي روجر ماير أن شخصًا واحدًا على الأقل توفي في الانفجار، على الرغم من وجود مقال صحفي معاصر ذكر عدم وقوع وفيات. تم إخماد الحريق، ولكن لم يتم إنقاذ أي من الأفلام المخزنة داخل القبو.
بسبب جهود إم جي إم للحفاظ على كتالوج الأفلام الصامتة والأفلام الصوتية المبكرة، فقد نجت 68% من الأفلام الصامتة التي أنتجتها إم جي إم، وهو أعلى معدل لأي استوديو كبير.ومع ذلك، فقد دمر الحريق النسخ الوحيدة المعروفة للعديد من الأفلام الصامتة، بما في ذلك فيلم "صفقة عمياء" للمخرج لون تشاني (1922) : 12 ولندن بعد منتصف الليل (1927).

## أنظر أيضًا
- حريق قبو فوكس عام 1937
- حريق استوديوهات يونيفرسال 2008
- فيلم مفقود
- وسائط مفقودة